# Aco Stojkov
Aco Stojkov (en macedonio: Ацо Стојков) (n. 29 de abril de 1983 en Strumica) es un futbolista internacional macedonio, que actualmente juega para el Akademija Pandev de la Primera División de Macedonia del Norte.

## Carrera
En la temporada 2001/2002 jugó conjuntamente con su compatriota Goran Pandev en el equipo juvenil del Inter de Milán, ganando el torneo de dicho año. Fue cedido a préstamo a equipos de menor nivel en Italia a fin de ganar experiencia, fallando en generar una buena impresión en el Inter, expirando su contrato. Desde entonces Stojkov ha jugado en equipos de Polonia, Bélgica, Serbia, Hungría y actualmente en el Aarau de Suiza. Es reconocido por sus habilidades para driblear.

## Clubes
| Club                             | País                | Año       |
| -------------------------------- | ------------------- | --------- |
| FK Belasica                      | Macedonia del Norte | 2000-2001 |
| Inter de Milán                   | Italia              | 2001-2005 |
| Spezia Calcio (préstamo)         | Italia              | 2002-2003 |
| Górnik Zabrze (préstamo)         | Polonia             | 2003      |
| Castel di Sangro (préstamo)      | Italia              | 2004      |
| Andria BAT (préstamo)            | Italia              | 2004-2005 |
| Louviéroise                      | Bélgica             | 2005-2006 |
| Partizan de Belgrado             | Serbia              | 2006      |
| Debreceni VSC                    | Hungría             | 2007-2008 |
| Nyíregyháza Spartacus (préstamo) | Hungría             | 2008-2009 |
| FC Aarau                         | Suiza               | 2009-2012 |
| Zob Ahan                         | Irán                | 2012-2013 |
| FK Vardar Skopje                 | Macedonia del Norte | 2013-2014 |
| FC Botoșani                      | Rumania             | 2014      |
| FK Rabotnički                    | Macedonia del Norte | 2014      |
| Skënderbeu Korçë                 | Albania             | 2015      |
| FK Vardar Skopje                 | Macedonia del Norte | 2015-2018 |
| Akademija Pandev                 | Macedonia del Norte | 2018-     |

## Goles internacionales
| # | Fecha                | Estadio                     | Oponente      | Marcador | Resultado | Competencia                        |
| - | -------------------- | --------------------------- | ------------- | -------- | --------- | ---------------------------------- |
| 1 | 7 de junio de 2003   | Skopje, Macedonia del Norte | Liechtenstein | 3–1      | Triunfo   | Clasificación Euro 2004            |
| 2 | 1 de junio de 2003   | Estambul, Turquía           | Turquía       | 2–3      | Derrota   | Clasificación Euro 2004            |
| 3 | 9 de octubre de 2004 | Skopje, Macedonia del Norte | Países Bajos  | 2–2      | Empate    | Clasificatorias al Mundial de 2006 |
| 4 | 2 de junio de 2007   | Skopje, Macedonia del Norte | Israel        | 1–2      | Derrota   | Clasificación Euro 2008            |
| 5 | 10 de junio de 2009  | Skopje, Macedonia del Norte | Islandia      | 1–0      | Triunfo   | Clasificatorias al Mundial de 2010 |

## Palmarés

### Títulos nacionales
| Título                        | Club             | País                | Año  |
| ----------------------------- | ---------------- | ------------------- | ---- |
| Nemzeti Bajnokság I           | Debreceni VSC    | Hungría             | 2007 |
| Supercopa de Hungría          | Debreceni VSC    | Hungría             | 2007 |
| Copa de Hungría               | Debreceni VSC    | Hungría             | 2008 |
| Primera División de Macedonia | FK Vardar Skopje | Macedonia del Norte | 2013 |
| Supercopa de Macedonia        | FK Vardar Skopje | Macedonia del Norte | 2013 |
| Superliga de Albania          | Skënderbeu Korçë | Albania             | 2015 |
| Supercopa de Macedonia        | FK Vardar Skopje | Macedonia del Norte | 2015 |
| Primera División de Macedonia | FK Vardar Skopje | Macedonia del Norte | 2016 |
| Primera División de Macedonia | FK Vardar Skopje | Macedonia del Norte | 2017 |
| Copa de Macedonia             | Akademija Pandev | Macedonia del Norte | 2019 |